# Löjen och tårar (pjäs)
Löjen och tårar är ett folklustspel av Johan Jolin från 1862. Pjäsen uruppfördes på Södermalmsteatern i Stockholm 1862 och utgavs samma år i bokform på J.L. Brudin förlag.
Pjäsen har filmatiserats två gånger: 1913 i regi av Victor Sjöström och 1924 i regi av Bror Abelli.